# Pimpinella buchii
Pimpinella buchii är en flockblommig växtart som beskrevs av Philip Barker Webb och Sabin Berthelot. Pimpinella buchii ingår i släktet bockrötter, och familjen flockblommiga växter. Inga underarter finns listade i Catalogue of Life.